# Slaget om Frankrike
Slaget om Frankrike eller den tyska Operation Danzig/Augsburg var den tyska invasionen av Frankrike och Beneluxländerna under andra världskriget. Slaget som inleddes den 10 maj 1940 avslutade låtsaskriget (eng. the phoney war), den period av inaktivitet som hade präglat den tysk-franska gränsen sedan de allierades krigsförklaring mot Tyskland den 3 september 1939, två dagar efter att Tyskland inlett invasionen av Polen den 1 september 1939.
Slaget bestod av två huvudsakliga operationer: I den första, Fall Gelb, ryckte tyska bepansrade enheter fram genom Ardennerna för att skära av och omringa de allierade enheterna som hade avancerat in i Belgien. Under striderna evakuerades den brittiska expeditionskåren (BEF) och många franska soldater i Dunkerque under Operation Dynamo. Den andra operationen, Fall Rot, genomfördes den 5 juni när tyska styrkor överflyglade Maginotlinjen och ryckte fram djupt in i Frankrike. Italien förklarade krig mot Frankrike den 10 juni och strax därefter flydde den franska regeringen till staden Bordeaux. Frankrikes huvudstad Paris ockuperades den 14 juni. Den 17 juni meddelade Philippe Pétain att Frankrike skulle förhandla om vapenvila. Den 22 juni undertecknades ett vapenstillestånd mellan Frankrike och Tyskland som trädde i kraft den 25 juni. För axelmakterna var slaget en spektakulär seger. 
Frankrike delades upp i en tysk ockupationszon i norr och väster, en liten italiensk ockupationszon i sydost, och en obemannad zon, zone libre, i söder. En marionettstat, Vichyfrankrike, administrerade alla tre zonerna enligt de villkor som angavs i vapenvilan. I november 1942 ockuperade axelmakterna även zone libre. France métropolitaine förblev under axelmakternas ockupation till efter de allierades landstigningar 1944. Beneluxländerna förblev under tysk ockupation fram till 1944 och 1945.

## Tysk strategi

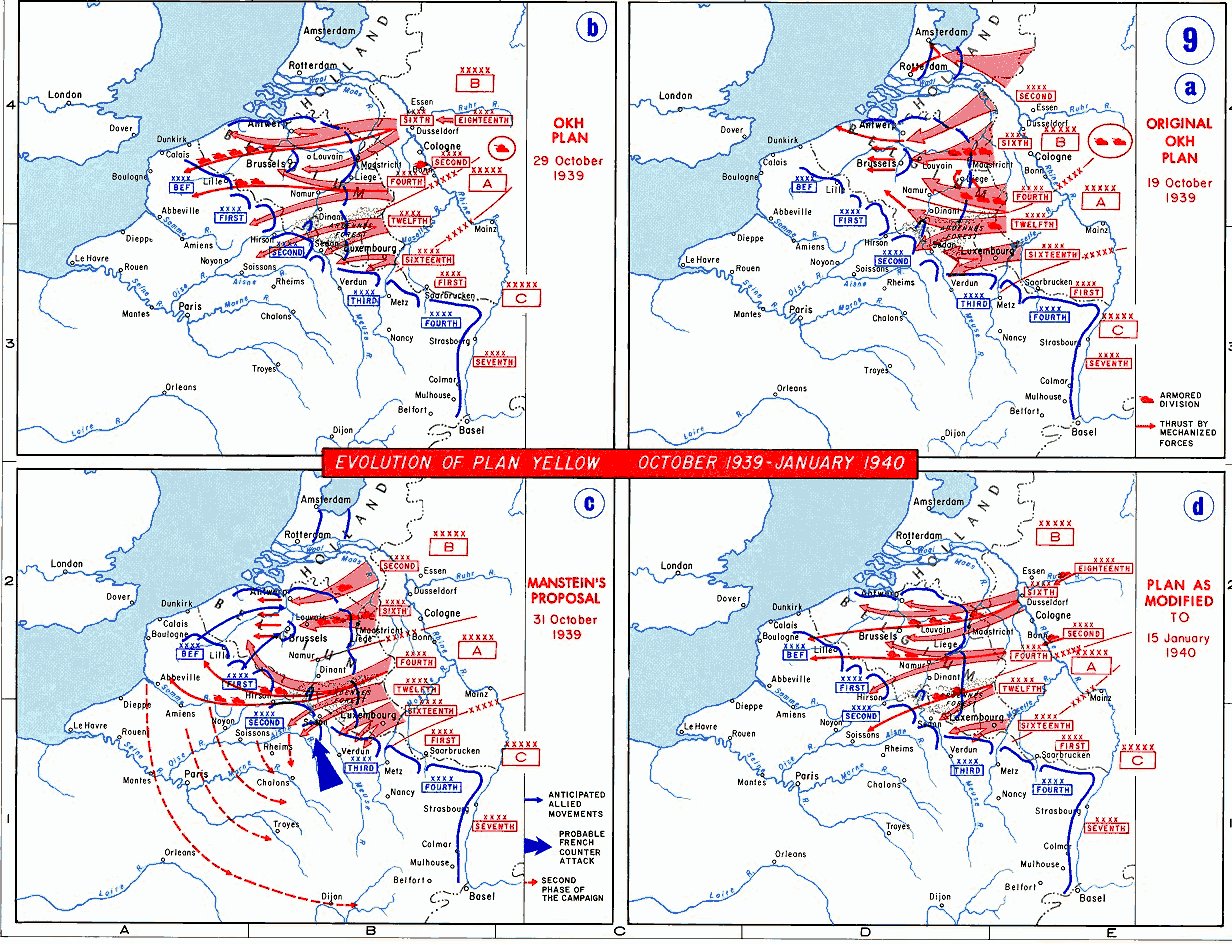
Olika versioner av Fall Gelb.

Den 9 oktober 1939 utfärdade Hitler direktivet Führer-Anweisung N°6 som anmodade Wehrmacht att börja planera för ett fälttåg i väster. Efter att Storbritannien den 10 oktober och Frankrike den 12 oktober 1939, hade avvisat det tyska fredsförslaget presenterade Franz Halder den tyske generalstabschefen (OKH) det första utkastet Aufmarschanweisung N°1, Fall Gelb för Fall Gelb den 19 oktober.

### Halderplanen
Halders plan har ofta jämförts med Schlieffenplanen som låg till grund för det tyska angreppet under första världskriget, då båda byggde på ett anfall genom Belgien. Men om man i Schlieffenplanen syftade på att försöka skära av huvuddelen av den franska armén, som man då väntade sig skulle stå vid den fransk-tyska gränsen, så syftade Halders plan till ett blodigt frontalangrepp på huvuddelen av den franska armén, som skulle bevaka den fransk-belgiska gränsen då gränsen mot Tyskland spärrades av Maginotlinjen.
Enligt planen räknade man med att kunna avancera till floden Somme där offensiven skulle stanna upp, till en kostnad på cirka en halv miljon egna förluster och först 1942 skulle man ha återuppbyggt armén för ett avgörande anfall. Den tyske diktatorn Adolf Hitler, vars militära ambitioner snarare låg i öster än i väster, var minst sagt ljummen inför en plan som skulle rasera den återuppbyggda armén och göra ett anfall österut ogenomförbart för lång tid framöver.

### Mansteins plan
Planen kom också att kritiseras av många andra tyska generaler. Erich von Manstein som var stabschef för Armégrupp A började utveckla en alternativ plan som mer betonade det klassiska tyska konceptet Bewegungskrieg eller ’manöverkrig’ i stället för ett fantasilöst frontalanfall. Detta innebar att ett genombrott måste åstadkommas för att kunna innesluta huvuddelen av den allierade armén och förinta den. Det logiska stället för genombrottet låg i trakten kring Sedan som tillhörde Armégrupp A:s sektor. Efter att ha konfererat med general Guderian ökade von Manstein inslaget av pansardivisioner i genombrottet och syftet blev mer uttalat att bryta igenom ända till Engelska kanalen för att åstadkomma en mer strategisk kollaps hos de allierade styrkorna istället för mer lokala inringningsoperationer.
Ingen av de sju olika planförslagen som Manstein skickade till OKH mottogs med någon entusiasm och till slut befordrades han till chef för XXXVIII. Armeekorps vilket innebar en förflyttning bort från västfronten. Via medlemmar av Mansteins egen stab nådde Mansteins plan Hitler, som tilltalades av den och Manstein kallades till ett personligt möte med Hitler den 17 februari 1940, där han lyckades vinna stöd för sin alternativa plan för anfallet västerut. Manstein var lika fullt bortkopplad och Halder fick ansvaret för att revidera planen. I den slutgiltiga planen var den djupa strategiska framryckningen mot Engelska kanalen struken, men den var tillräckligt luddig skriven för att ge handlingsutrymme för de händelser som komma skulle.

## De allierades planer
Efter att den franska och brittiska ledningen hade förkastat förslaget att direkt anfalla Tyskland i september 1939 planerade man att genom en blockad försöka destabilisera naziregimen, i likhet med hur man med hjälp av blockad hade strypt Tyskland under första världskriget. Om det tyska regeringen inte skulle falla under 1940 skulle man med ett massivt uppbyggnadsprogram bygga upp en överlägsen mekaniserad styrka som skulle användas för en avgörande offensiv under sommaren 1941.
I det fallet att Tyskland skulle anfalla först så föredrog många franska generaler att man skulle bygga upp en stor central reserv för att kunna möta en tysk offensiv oavsett varifrån den kom. Den franske överbefälhavaren Maurice Gamelin förkastade det tankesättet, då det skulle innebära att man gav upp både Nederländerna och Belgien till tysk ockupation. Detta var inte bara politiskt känsligt utan skulle även göra en offensiv in i Tyskland svår att utföra. Som ett svar på detta formulerade Gamelin Plan D som innebar att man lät de franska och brittiska arméerna marschera upp i Belgien och Nederländerna för att inta defensiva ställningar längs floden Dyle. Problemet med planen var att Belgien styvnackat höll på sin neutralitet sedan man 1935 hade sagt upp 1920 års militärkonvention med Frankrike; detta innebar att samarbetet i fredstid var obefintligt.

## Styrkor och gruppering
Vanligtvis brukar man eftersträva ett numerärt överläge inför en offensiv, men här fick Tyskland främst förlita sig på att förbanden var bättre utbildade och organiserande samt befälens bättre taktiska kunskaper och förmåga till egna initiativ. Endast i stridsflygplan hade man ett tydligt numerärt övertag.
| Personal (armé) | Frank-rike | Belgien | Neder-länderna | Stor-britannien | Tysk-land | Kvot (Allierade : Tyskland) |
| --------------- | ---------- | ------- | -------------- | --------------- | --------- | --------------------------- |
| Totalt          | 5 500 000  | 640 000 | 400 000        | 1 600 000       | 4 200 000 | 1,9 : 1                     |
| Vid västfronten | 2 240 000  | 640 000 | 400 000        | 500 000         | 3 000 000 | 1,3 : 1                     |

| Strids-vagnar   | Frank-rike | Belgien | Neder-länderna | Stor-britannien | Tysk-land | Kvot (Allierade : Tyskland) |
| --------------- | ---------- | ------- | -------------- | --------------- | --------- | --------------------------- |
| Totalt          | 4 111      | 270     | 40             | ?               | ?         |                             |
| Vid västfronten | 3 254      | 270     | 40             | 640             | 2 773     | 1,5 : 1                     |

| Strids-flygplan | Frank-rike | Belgien | Neder-länderna | Stor-britannien | Tysk-land | Kvot (Allierade : Tyskland) |
| --------------- | ---------- | ------- | -------------- | --------------- | --------- | --------------------------- |
| Totalt          | 3097       | 140     | 82             | 1150            | 3578      | 1,2 : 1                     |
| Vid västfronten | 879        | 118     | 72             | 384             | 2589      | 1 : 1,8                     |

### Tyskland
Armégrupp B skulle både erövra Nederländerna och Belgien samt få allierade trupper att flytta sig norrut. För att lösa sin tvådelade uppgift förfogade man över två arméer: 18:e armén, som skulle rycka in i Nederländerna och 6:e armén som skulle gå till angrepp in i Belgien i den riktning där de allierade väntade sig huvudanfallet. För angreppet mot Nederländerna beslutade man att endast använda en pansardivision och i Belgien använde man en armékår med två pansardivisioner och en motoriserad infanteridivision.
Armégrupp A Skulle utföra huvuddelen av offensiven i syfte att skära av så mycket som möjligt av de allierade trupperna i norra Frankrike, Belgien och Holland. För att kunna utföra ett snabbt genombrott och en inringning förfogade man över huvuddelen av de tillgängliga pansardivisionerna fördelade på tre armékårer.
Armégrupp C Skulle upprätthålla ett tryck mot Maginotlinjen utan att egentligen gå till anfall i det första skedet, därför saknade arméerna i denna armégrupp helt pansardivisioner och motoriserade infanteridivisioner.

### De allierade
Den första franska armégruppen under Gaston-Henri Billotte med fyra arméer var grupperad i norra Frankrike längs med den belgiska gränsen och hade till uppgift att i fall av krig marschera upp i Belgien och Nederländerna för att inta defensiva positioner huvudsakligen längs floden Dyle i enlighet med Plan D.
Närmast kusten vid Engelska kanalen stod den 7:e franska armén under general Henri Giraud som enligt Plan D skulle marschera tvärs över Belgien för att ta upp ställningar i södra Nederländerna. Längre österut var brittiska expeditionskåren grupperad kring Lille och skulle marschera upp för att ta ansvara för fronten kring Bryssel.
Till öster om britterna stod den 1:a franska armén som skulle marschera upp och täcka den antagna huvudsakliga tyska framryckningsvägen genom Gemblouxpasset, för att lösa den uppgiften snabbt förfogade armén över en kår med lätta mekaniserade divisioner. Närmare Maginotlinjen stod den franska 9:e armén under general André Corap som skulle bemanna försvarslinjen bakom Meuse från Sedan till Givet, då man ansåg det otroligt att tyskarna skulle föra fram så kraftiga förband genom Ardennerna för att genomföra en flodövergång förfogade den 9:e armén över endast svagare infanteriförband.
Pivotpunkten i armégruppens sväng upp genom Belgien utgjordes av den franska 2:a armén under general Charles Huntziger som täckte fronten från Maginotlinjen till Sedan.

## Invasionen börjar
Under kvällen den 9 maj ockuperade tyska styrkor Luxemburg. Under natten började armégrupp B sin offensiv in i Belgien och Nederländerna. Under morgonen den 10 maj utförde 7:e fallskärmsjägardivisionen tillsammans med 22:a luftlandsättningsdivisionen luftlandsättningar i Haag, vid vägen till Rotterdam och på taket till det "ointagliga" belgiska fortet Eben-Emael för att underlätta armégruppens framryckning. De tyska elitsoldaterna hade övat erövringen av detta fort på en kopia! Den franska och brittiska armén reagerade enligt Plan D och avancerade upp i Belgien och Nederländerna, bara för att möta den nederländska armén i full reträtt.
OKW's order inför Operation Danzig/Augsburg löd:
- Västfronten
- W.FA/abt. L-Nr 22-180/40 g k
- CHEFER
- Führern och högste befälhavaren har beslutat
- Dagen A: 10-V
- Klockslag X: 5.25
- Täckorden Danzig eller Augsburg skall utsändas till krigsmaktens olika förband före kl 21:30
- Chefen för Oberkommando der Wehrmacht
- Keitel

### Nederländerna

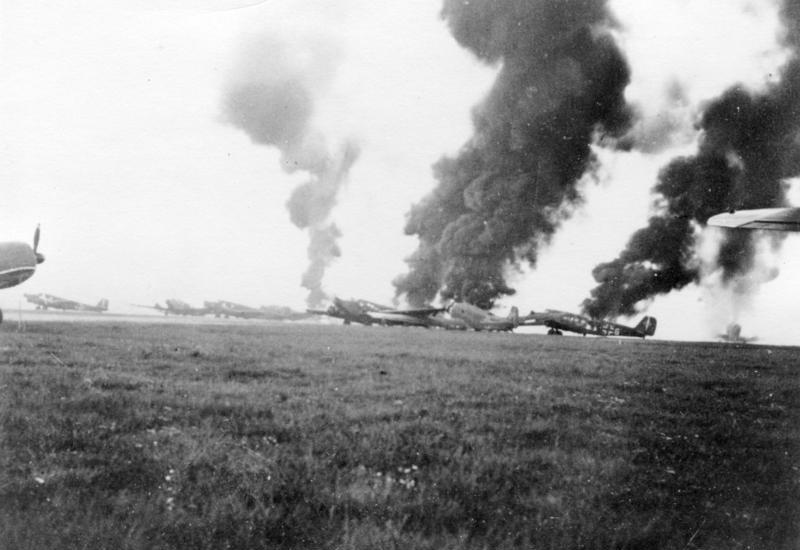
Tyska Junkers Ju 52/3m transportplan tillhörande den första anfallsvågen efter erövring av den brinnande holländska flygplatsen Waalhaven.

Luftwaffe kunde i stort sett direkt etablera ett totalt luftherravälde över Nederländerna. Det nederländska flygvapnet, Militaire Luchtvaartafdeling, förfogade över 144 stridsflygplan av vilka hälften slogs ut den första dagen. Resten splittrades och kunde inte påverka förloppet. Man lyckades bara genomföra 332 uppdrag och förlorade 110 flygplan innan kapitulationen. 
Den tyska 18:e armén, som utgjorde den norra flygeln av Armégrupp B och hade till uppgift att erövra Nederländerna, var i själva verket numerärt underlägset den nederländska armén. Det nederländska landskapet med sina labyrinter av floder och kanaler utgjorde också en försvårande omständighet. För att motverka dessa två svårigheter satte man in två stora luftlandsättningar i Nederländernas kärnområden: den ena syftade till att erövra broarna söder om Rotterdam, den andra skulle erövra Haag.
Kurt Student förde befäl över Rotterdamstyrkan, vars sydligaste landsättningsområde var i trakten vid Moerdijk. Där flöt Maas och Waal samman i det så kallade Hollandsdjupet som överbryggades av två långa broar för väg och järnväg. Dessa erövrades snabbt. Åtta kilometer längre norrut vid Dordrecht erövrades broarna över Maas av ett kompani fallskärmsjägare. I Rotterdams sydvästra utkant landsattes huvuddelen av styrkan tre bataljoner luftburet infanteri, cirka 1 200 man på flygfältet Waalhaven med hjälp av omkring 100 transportflygplan. En styrka på 150 man landsattes med hjälp av tolv He 59-sjöflygplan vid Willemsbron inne i Rotterdam och hann erövra det norra brofästet innan nederländska styrkor reagerade och gick till motanfall. Från Waalhaven skickades en bataljon norrut för att slå sig fram till den lilla styrkan vid Willemsbron, men elden från de nederländska försvararna var så intensiv att man inte kunde korsa bron utan fick gå i ställning kring det södra brofästet. 
På kvällen gick nederländska förband till motanfall och lyckades driva bort det tyska kompaniet med fallskärmsjägare från broarna i Dordrecht. Student skickade den sista bataljonen med fallskärmsjägare som förstärkning till Dordrecht och broarna kunde återtas. Med understöd av Stukaflygplan höll Students luftburna trupper nu en 25 kilometer lång korridor med broar åt 9:e pansardivisionen som ännu befann sig 24 timmars marsch från den första bron.
Styrkan som hade till uppgift att anfalla Haag och slå ut landets ledning hade en tuffare start. Efter att fallskärmsjägare hade erövrat det första flygfältet vid Valkenburg visade sig fältet vara för mjukt för transportflygplanen, så dessa kunde inte lyfta igen efter att ha landsatt infanteri. Detta gjorde att endast ett fåtal plan kunde landa innan fältet var fullt av tomma transportflygplan som inte kunde lyfta. Vid det två andra flygfälten, Ypenburg och Ockenburg, spreds fallskärmsjägarna ut och hann inte erövra fälten innan transportplanen med luftburet infanteri anlände. Detta ledde till att stora mängder transportplan sköts ner eller var tvungna att landa på andra platser. När chefen för Haagstyrkan, Hans von Sponeck, lyckades upprätta sambandet med Tyskland fick han order om att avbryta anfallet mot Haag och försöka förena sin styrka med Students styrkor i Rotterdam.
Samtidigt som tyska 18:e armén med 9:e pansardivisionen i spetsen ryckte fram så fort man kunde för att förena sig med Students luftburna styrkor som höll broarna fram till Rotterdam ryckte franska 7:e arméns motoriserade förtrupper fram för att upprätta samband med den nederländska armén och besätta den nordligaste delen av Dyle-linjen. 
Den 11 maj stötte de båda förbanden ihop 30 kilometer sydöst om Moerdijk och med understöd av Stukaflygplan drevs de franska förbanden snabbt tillbaka. Den franska armén retirerade nu i riktning mot Antwerpen och lämnade därmed vägen öppen mot Moerdijk. 
Den 12 maj nådde en första kolonn ur den tyska 9:e pansardivisionen fram till broarna över Hollandsdjupet och redan samma kväll hade man nått fram till Rotterdam. När motoriserade invasionsstyrkor nu strömmade in i kärnlandet av Nederländerna bröt motståndet samman. Den 13 maj flydde drottning Vilhelmina och hennes regering till exil i London ombord på två brittiska jagare.

#### Bombningen av Rotterdam
Som en förberedelse för att kunna bryta det hårdnackade holländska motståndet vid det norra brofästet till Willemsbron planerades ett bombanfall mot området kring brofästet den 14 maj med 100 stycken He 111 ur KG 54 tillhörande Luftflotte 2.
Anfallsstyrkan var uppdelad i två halvor där den ena flög in mot det V-formade målområdet från öster och den andra halvan flög in från söder. Anfallet skulle kunna avbrytas av trupperna på marken genom att skjuta upp röda signalraketer. Då man trodde att de nederländska styrkorna snart skulle kapitulera försökte man avbryta uppdraget men endast den andra halvan av styrkan såg signalraketerna. Fast man inte hade fällt några brandbomber så eldhärjades centrala Rotterdam svårt, då ett margarinförråd antändes av bomberna. Totalt omkom närmare 1 000 personer och 78 000 blev hemlösa. På kvällen den 14 maj skrev Nederländerna under kapitulationshandlingarna och klockan 11.00 den 15 maj lade den nederländska armén ner vapnen.

### Belgien

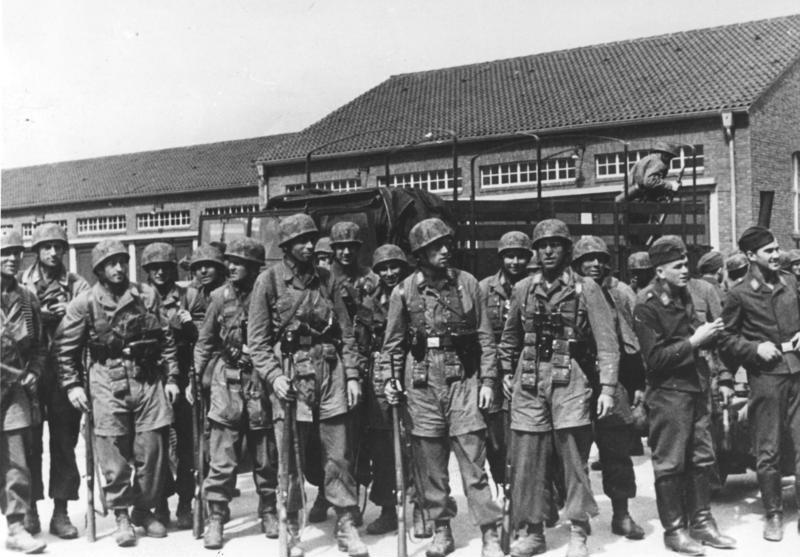
Fallskärmsjägare ur Sturmabteilung Koch efter erövringen av Eben Emael den 12 maj

Eftersom Armégrupp B var relativt svag och det starka försvar som 6:e armén stod inför i Belgien, krävdes det något extra för att offensiven skulle bli trovärdig och att de allierade skulle förflytta mera förband norrut in i fällan. 
Vid Maastricht där Albertkanalen och Meuse möttes fanns flera viktiga broar som skyddades av fästningen Eben-Emael som ansågs vara bland de mest moderna och starkaste fästningarna i världen. För att neutralisera den starka fästningen landsatte man en liten styrka fallskärmsjägare på taket med hjälp av glidflygplan på morgonen den 10 maj. Dessa kunde sedan slå ut fästningens artilleri som skyddades av pansarkupoler med laddningar med riktad sprängverkan. Därmed saknade fästningen möjligheter att verka mot de tyska förband som avancerade mot Maastricht och senare kunde avlösa fallskärmsjägarna. 
Den nederländske befälhavaren i Maastricht lät spränga broarna inne i staden inför det tyska anfallet, men tyskarna ersatte dessa snabbt med två pontonbroar norr om staden. På den belgiska sidan lyckade andra delar av fallskärmsjägarna erövra tre broar över Albertkanalen, även om en återerövrades och sprängdes. Dessa broar utsattes för ett flertal mycket kostsamma bombanfall utförda av både AASF från baser på kontinenten och av Bomber Command baserade i Storbritannien.
Mellan Bryssel och Namur fanns det ingen flod att använda som försvarslinje, utan tvärtom var det ett perfekt slättland för pansarframryckning, som kom att kallas Gemblouxpasset efter den lilla staden Gembloux som låg mitt på slätten. Hit sändes några av det mest slagkraftiga förband som den franska 1:a armén förfogade över. En kavallerikår, Corps de Cavalerie, under generallöjtnant Prioux med två mekaniserade divisioner 2:a DLM och 3:e DLM sändes i förväg för att fördröja tyska 16:e armékåren som med två pansardivisioner i spetsen framryckte från Maastricht. Båda kårerna möttes i en renkonterstrid den 13 maj och först den 15 maj kunde man bryta igen det franska försvaret som nu hade fått tid att etablera en försvarslinje. Dessa hårda strider kring Gembloux styrkte de allierade i deras uppfattning att det farligaste hotet kom från de tyska trupper som anföll genom Belgien.

### Genom Ardennerna
För pansardivisionerna som skulle rycka fram genom de vägfattiga Ardennerna var trafikstockningar inledningsvis en större motståndare än den franska armén. Panzergruppe Kleist som kontrollerade huvuddelen av pansarförbanden förfogade över mer än 41 000 fordon som skulle trängas i fyra marschstråk. Trots att dessa trafikstockningar var ett idealiskt mål för flyganfall så var det franska flygvapnet för svagt för att kunna utmana det tyska luftherraväldet så nära Tyskland och tillfället gick dem förbi. Den 11 maj beordrade Gamelin förstärkningar skulle föras fram och ta ställning bakom floden Meuse. På grund av hotet från Luftwaffe skedde transporten nattetid med järnväg, vilket tog tid men fransmännen ansåg sig ha gott om tid då man räknade med att det skulle ta tyskarna lång tid att få fram tillräckligt med trupper och artilleri för anfall över floden.

### Över Meuse
När Gamelin gick till sängs den 12 maj så var det i förvissningen att situationen längs Meuse var under kontroll då broarna var sprängda och att man hade gott om tid att föra fram förstärkningar innan tyskarna skulle ha styrkor nog att anfalla över floden.

#### Dinant
På eftermiddagen den 12 maj nådde 7:e pansardivisionen ur 15:e tyska armékåren fram till Dinant och lyckades nästan erövra en bro över Meuse, då en belgisk pionjär lyckades spränga den under två tyska pansarbilar. Under natten lyckades divisionens motorcykelbataljon smyga över en gammal fördämning i floden vid byn Houx sju kilometer norr om Dinant och erövra ett litet brohuvud. Under följande dag förde man över mer infanteri för att förstärka och utvidga brohuvudet. Vid dagens slut var brohuvudet tre kilometer djupt och fem kilometer brett. Trupperna i brohuvudet bestod än så länge endast av infanterister utan några tyngre understödsvapen, så ett beslutsamt franskt motanfall understött av pansar skulle med lätthet kunnat utradera brohuvudet. På kvällen hade man lyckats bygga en första pontonbro så att man kunde börja föra över stridsvagnar. På morgonen den 14 maj hade ett trettiotal stridsvagnar kommit över och kunde understödja infanteriet för att utvidga brohuvudet.

#### Monthermé
Den 13 maj nådde 41:a armékåren fram till Monthermé. Fransmännen hann spränga bron över floden, men på kvällen började en infanteribataljon ur 6:e pansardivisionen att anfalla över floden och erövra ett brohuvud. Då huvuddelen av divisionens artilleri satt fast i trafikstockningen och resten råkade anfallas av de Stukaflygplan som var avdelade som understöd, fick anfallet klaras av utan något tyngre understöd än stridsvagnar ur en av divisionens pansarbataljoner och infanterikanoner.
De franska ställningarna bemannades av kolonialsoldater ur den 102:a fästningsdivisionen. Dessa bjöd ett segt motstånd men tvingades sakta tillbaka till den bunkerlinje som fanns strax väster om Monthermé. Vid midnatt den 14 maj hade en pontonbro som kunde bära stridsvagnar färdigställts och det första stridsvagnarna kunde rulla över floden för att kunna understödja infanteriet. 
På förmiddagen den 15 maj anföll infanteriet med pansarunderstöd och bröt igenom bunkerlinjen. Samtidigt övervägde man på arménivå att överlåta denna flodövergång till rena infanteridivisioner och dra tillbaka 41:a armékåren med dess pansardivisioner, för att låta dessa använda övergången vid Sedan, där man redan den 13 maj hade erövrat ett brohuvud, medan detta övervägande studerades hade man hunnit bryta igenom det franska försvaret. När ordern från Armégrupp A kom om att dra bort 41:a armékåren ansåg von Kleist den olämplig och valde helt enkelt att bortse från ordern.
När 41:a armékårens befälhavare general Reinhardt anlände till Monthermé, bildade han en Kampfgruppe av spaningsbataljonen, en motorcykelbataljon, ett ingenjörskompani och ett antal artilleribatterier ur 6:e pansardivisionen som snabbt sändes i riktning mot Montcornet, 60 kilometer väster ut. Redan på kvällen den 15 maj hade man erövrat staden och hade därmed nått längst västerut av alla pansardivisioner.

#### Sedan

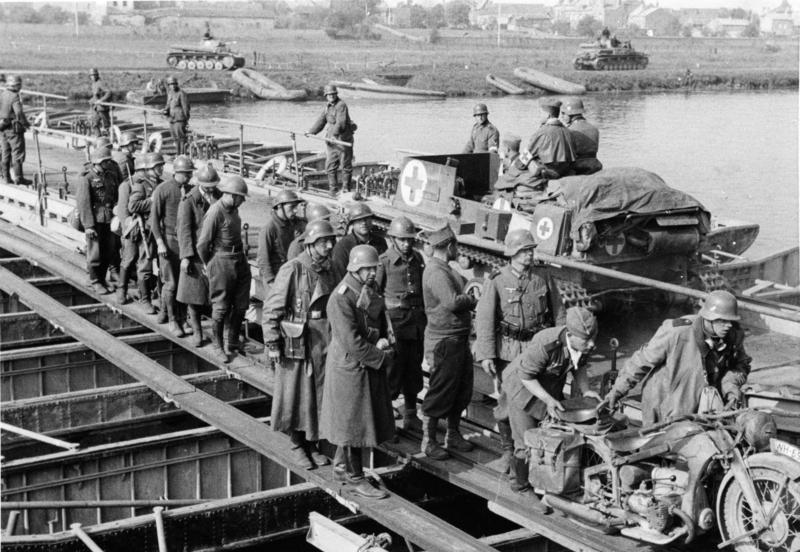
Pontonbro över Meuse nära Sedan. Delar av 1:a pansarregementet ur 1:a pansardivisionen korsar bron samtidigt med franska krigsfångar.

Vid Sedan var den franska försvarslinjen bakom Meuse sex kilometer djup och i floddalen ovanför floden var den förstärkt med 103 bunkrar. Ställningarna försvarades av den franska 55:e infanteridivisionen som var en klass B-reservdivision. 
På morgonen den 13 maj övertog den 71:a infanteridivisionen ställningarna öster om Sedan och därmed kunde 55:e infanteridivisionen koncentrera sig på försvaret av ställningarna väster om Sedan. Därmed kände sig de franska befälhavarna tämligen säkra, då man räknade med att tyskarna skulle behöva fram till den 20 maj för att föra fram tillräckligt med artilleri och infanteri för ett anfall mot de starka ställningarna. 
Samma dag nådde 19:e armékåren Sedan och redan under eftermiddagen började de motoriserade infanteriregementena ur kårens pansardivisioner att anfalla över floden på tre olika ställen. Övergången var utlovad starkt stöd från Luftwaffe och von Kleist och Sperrle ville att ett massivt flyganfall skulle understödja övergången. Guderian däremot ville ha flera mindre vågor som kontinuerligt skulle bomba de franska ställningarna. Genom att Bruno Loerzer, som förde befälet över II. Fliegerkorps som skulle utföra anfallen, skyllde på att orderna om ett samlat massivt flyganfall hade kommit för sent från högre staber så utfördes anfallet som planerat i mindre vågor.
Trots att de direkta skadorna av flyganfallen var små verkade den kontinuerliga bombningen nedhållande och demoraliserande. Flyganfallen knäckte moralen hos trupperna som bemannade ställningarna bakom den främsta bunkerlinjen. Därmed kunde det tyska infanteriet tränga in på djupet i ställningarna och göra situationen ohållbar för trupperna i bunkerlinjen. Vid midnatt den 13 maj hade infanteriet nått fem kilometer in i den franska försvarszonen och samtidigt drabbades stora delar av den 55:e infanteridivisionen av panik och det franska försvaret bröt samman.
Under natten mellan den 13 och 14 maj byggdes den första tyska pontonbron över floden i Sedan. Under den 14 maj förde man över närmare 600 stridsvagnar till brohuvudet. Under samma dag satte både brittiska flygvapnet och Armée de l'Air in flera bombanfall mot pontonbron, men då kraftiga luftvärnsförband hade förts fram för att skydda bron och jaktflyg från JG 53 patrullerade över Sedan sköts huvuddelen av de anfallande flygplanen ner. Totalt sattes 152 bombplan in för att försöka förstöra bron. Av de 109 brittiska planen sköts inte mindre än 47 ner.

### Genom Frankrike

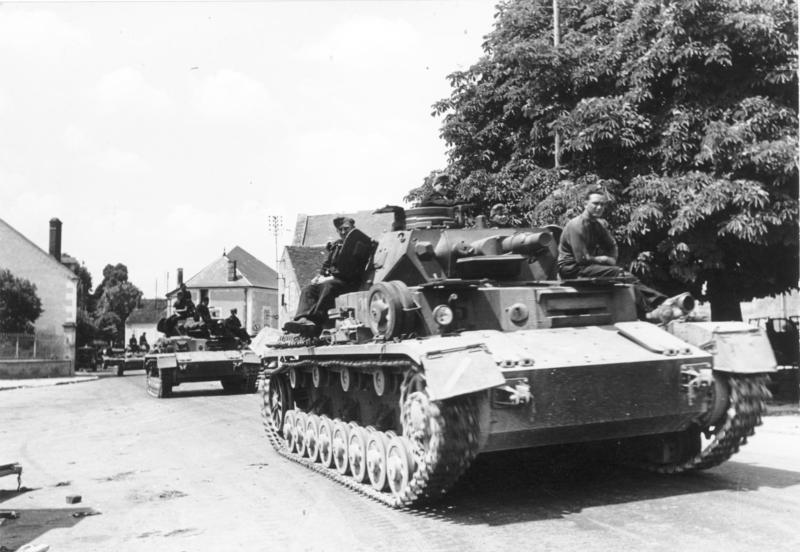
Panzer IV rullar genom en by i Frankrike

Efter att ha utvidgat brohuvudet vid Sedan sände Guderian 10:pansardivisionen och Infanterie-Regiment Großdeutschland söder ut över Stonneplatån för att förvirra fransmännen. Samtidigt planerade Charles Huntziger befälhavaren för den 2:a franska armén att låta en av de nyuppsatta pansardivisionerna som tillhörde reserven, 3e Division Cuirassée de Réserve, att genomföra ett motanfall mot det tyska brohuvudet längs samma rutt. Detta resulterade i ett renkonterslag som rasade mellan den 15 maj till den 18 maj, medan Stonne bytte ägare flera gånger innan tyskarna kunde oskadliggöra den franska pansardivisionen. Samtidigt fortsatte resten av kåren sin framryckning västerut den 14 maj på Guderians egna initiativ då instruktioner endast fanns fram till och med erövrandet av brohuvudet över Meuse. Något senare kom liknande order om framryckning västerut från Panzergruppe Kleist. 
Den franska arméledningen var fortfarande förvirrad efter det tyska anfallet och ansåg att det var bäst att hålla sig defensiv. Den franske premiärministern Paul Reynaud ringde tidigt på morgonen den 15 maj upp Storbritanniens premiärminister Winston Churchill och sade: ”Vi har blivit besegrade. Vi är slagna. Slaget är förlorat.” Churchill försökte lugna Reynaud och påminde honom om den gången när tyskarna brutit igenom de franska linjerna under första världskriget, bara för att bli stoppade. Men det gick inte att lugna Reynaud. Fransmännen betraktade tyska Stukaplanen som ett av de främsta skälen till de tyska framgångarna och ansåg det av yttersta vikt att dessa kunde bekämpas, därför begärde Reynaud att Storbritannien skulle skicka ytterligare tio jaktdivisioner till Frankrike under samtalet. Den franska begäran om fler jaktplan gick stick i stäv med en begäran från befälhavare över Fighter Command Hugh Dowding som ville begränsa förflyttningen av jaktplan till Frankrike för att bevara luftförsvaret av Storbritannien.
Churchill flög till Paris morgonen därpå och insåg genast allvaret i situationen. Han frågade var den strategiska reserven, som hade räddat Paris under första världskriget, befann sig någonstans. Som svar fick han: ”Det finns ingen”. Då frågade Churchill den franske överbefälhavaren, Maurice Gamelin, när och var han ansåg att flankanfallet, som enligt de allierade planerna skulle göras, skulle komma. Som svar fick han veta att ”tyskarna har ett övertag i numerär, övertag i utrustning, övertag i teknik”, vilket rimmade illa med sanningen.

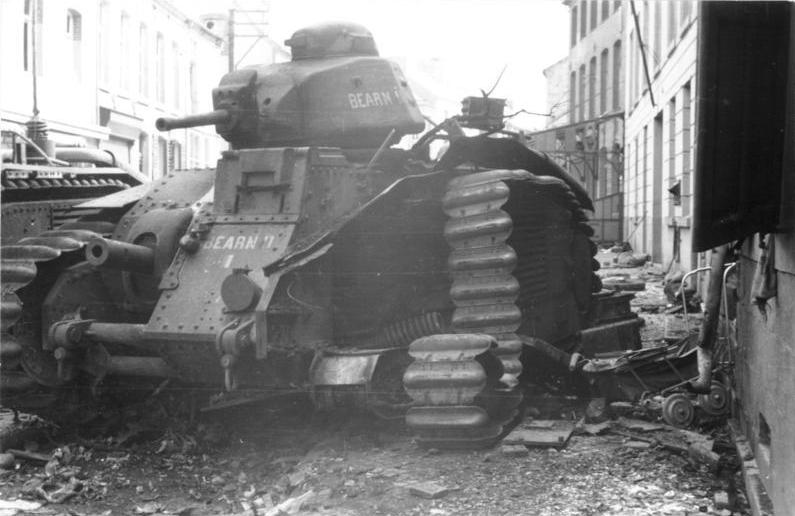
En Char B1 från franska 1:a pansardivisionen som förstörts av sin egen besättning i Beaumont den 16 maj 1940.

På kvällen den 15 maj möttes de 19:e och 41:a tyska armékårerna i Montcornet. Samtidigt stötte 15:e armékåren samman med den 1:a franska pansardivisionen vid Flavion. Trots att den franska divisionen var utrustad med den tunga Char B1 bis-stridsvagnen, som var överlägsna i beväpning och pansar jämfört med de tyska stridsvagnarna, kunde tyskarna utnyttja sin bättre utbildning, taktik och ergonomi hos stridsvagnarna för att kringgå och splittra upp den franska divisionen. På kvällen den 15 maj beslöt de allierade att retirera från Dylelinjen till en linje 70 kilometer västerut bakom floden Scheldt för att undvika att bli överflyglade av de snabbt framryckande tyska pansarförbanden.
På morgonen den 17 maj erövrade tyska 19:e armékåren ett brohuvud över Oise, 120 kilometer väster om Sedan. Samtidigt fick Guderian en haltorder från Kleist när de möttes på ett militärflygfält vid Montcornet. Efter en häftig diskussion begärde Guderian att få bli entledigad i protest mot haltordern, något som Kleist beviljade. Strax därefter flög Kleist överordnade List för ett möte med Guderian och övertalade honom att stanna vid sin befattning genom att erbjuda Guderian ett kompromissförslag som innebar att han fick utföra stridsspaning om han inte förflyttade sin stabsplats västerut. Guderian utnyttjade erbjudandet maximalt och lät kåren fortsätta avancera västerut i hög fart. Genom att låta kårstabens radiosändare stanna kvar och kommunicera med trådförbindelser förleddes högre staber att tro att Guderian inte hade flyttat sin stabsplats västerut.
Samma dag som Guderian fick haltordern inträffade det som Hitler och arméledningen hade oroat sig för då 4:e reservpansardivisionen under Charles de Gaulle gick till motanfall från Laon och återtog Montcornet. På grund av haltordern var området inte så svagt försvarat som fransmännen hade hoppats på utan tyska 1:a pansardivisionen var grupperad i närheten och kunde bromsa upp motanfallet. Den franska pansardivisionen drog sig tillbaka då man saknade understöd från infanteri och artilleri, man led även brist på bränsle. Under reträtten bombades förbandet häftigt av Luftwaffe men verkan var betydligt mer psykologisk än fysisk, eftersom blott en stridsvagn slogs ut. Den 19 maj tillfångatogs general Henri Giraud av enheter från tyska 6:e pansardivisionen nära byn Le Catalet, när han var på väg att ta befäl över den splittrade 9:e armén. Samma dag hade lord Gorts stabschef Henry Royds Pownall ett samtal med War Office för att informera om läget för de allierade trupperna på kontinenten. Beskedet om det kritiska läget där evakuering förordades mottogs med misstro.
Den 20 maj hade den allierade reträtten till ställningar bakom floden Scheldt fullbordats. På morgonen samma dag startade 9:e tyska armékåren från Canal du Nord cirka 100 kilometer från Kanalkusten, men Luftwaffes spaningsflyg rapporterade inga större franska förband på Picardieslätten. På kvällen den 20 maj nådde 2:a pansardivisionen ur den tyska 19:e armékåren Kanalkusten vid Abbeville och fullbordade därmed inringningen av brittiska expeditionskåren, belgiska armén, franska 1:a armén och delar av den 7:e armén.

### Stridsvagnar vid Engelska kanalen
När man hade nått Engelska kanalen var tyskarna lite villrådiga om man skulle vända norrut för att fullständigt förinta de inneslutna arméerna eller om man skulle vända söderut mot Paris innan fransmännen skulle hinna etablera en ny försvarslinje. Man beslutade sig för att avskära de inringade styrkorna från de få hamnar som återstod vid Kanalkusten. 

#### Weygands plan
Under den 19 maj utfärdade Gamelin order till arméerna som var inneslutna i norr att anfalla söderut på morgonen den 20 maj, för att kunna möta franska trupper som skulle anfalla norrut från floden Somme. Men på kvällen den 19 maj avskedade premiärministern Paul Reynaud Gamelin på grund av hans misslyckande att hejda den tyska framryckningen och ersatte honom med Maxime Weygand. Denne avblåste anfallet med anledning att han ville sätta sig in i läget och konferera med allierade befälhavare i de inneslutna styrkorna. Detta resulterade i tre dagars fördröjning innan Weygand utfärdade i princip samma order om anfall som Gamelin.
På papperet såg anfallsplanen väldigt bra ut – den tyska korridoren som skulle skäras av var endast 40 kilometer bred och de allierade förfogade enligt rullorna över 1 200 stridsvagnar –, men i verkligheten befann sig de allierade trupperna i kaos och hade svårt att koordinera något större anfall.
Under den 21 maj försökte brittiska expeditionskåren anfalla söderut för att skära av den tyska korridoren vid Arras. Anfallet var inledningsvis en framgång då man körde över två tyska regementen, innan det tunga Matilda II-stridsvagnarna stoppades genom att man satte in tunga 88 millimeters luftvärnskanoner som pansarvärn. På grund av en överdriven rapport från Erwin Rommel, som var chef för 7:e tyska pansardivisionen, angående anfallet spred sig en oro bland högre befäl, ty rapporten talade om anfall med hundratals stridsvagnar jämfört med de 74 brittiska som anföll och 60 franska som anföll senare.

#### Snaran dras åt
Den 22 maj kritiserade Hitler OKH:s stabschef Halder för beslutet att vända norrut och vid en konferens den 24 maj kom den slutgiltiga haltordern för pansarförbanden. Natten till den 23 maj hade 19:e armékåren nått fram till Aa-kanalen och stod nu endast en dagsmarsch från Dunkerque med endast en svag fransk infanteridivision i vägen.
Det brittiska motanfallet vid Arras hade gjort flera högre befälhavare nervösa och man ville låta infanteriet hinna ikapp. Den 23 maj utfärdade Kluge en vag haltorder men som strax senare skärptes av Hitler och framryckningar från Aa-kanalen förbjöds uttryckligen. Förgörandet av de inneslutna förbanden överläts till Luftwaffe och armégrupp B:s infanteridivisioner. Luftwaffes Stukaförband var dock fortfarande baserade för långt bak för att omedelbart kunna anfalla Dunkerque.
I gryningen den 27 maj återupptog pansardivisionerna framryckningen mot Dunkerque, men nu hade motståndet hårdnat betydligt och framryckningen gick sakta. Den 29 maj drogs slutligen alla utom en pansardivision tillbaka för att vila och förbereda inför slutoffensiven mot Frankrike. Den 28 maj förvärrades läget för de inneslutna förbanden då den belgiska armén kapitulerade.

### Evakueringen från Dunkerque

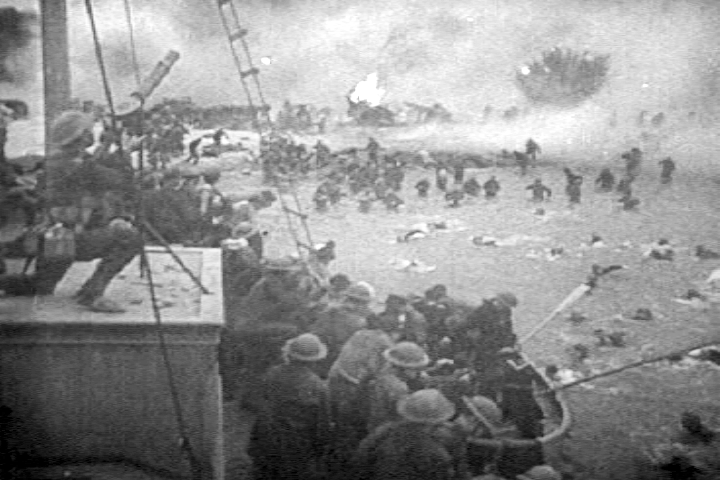
Brittiska trupper evakueras från stranden vid Dunkerque.

Med början den 26 maj började brittiska och franska trupper att evakueras från Dunkerque. Trots Herman Görings säkra påstående att hans Luftwaffe skulle kunna krossa de allierade förbanden stötte man nu på betydande problem då vädret blev sämre och brittiska Fighter Command kunde operera i större förband som flög från baser i England. Det brittiska jaktflyget övergick snart till att uppträda i större förband för att få bättre effekt men detta innebar även att man inte kunde upprätthålla ett kontinuerligt flygskydd över evakueringen.
Den 4 juni hade trycket från de tyska infanteridivisionerna krympt fickan så mycket så att evakueringen tvingades upphöra och de 40 000 franska soldater som bildat arriärgardet fick gå i fångenskap tillsammans med stora mängder materiel.
Totalt kom 198 000 brittiska soldater och närmare 140 000 franska soldater att evakueras, sammanlagt 338 226 soldater. Inte mindre än 226 brittiska fartyg och båtar sänktes under evakueringen däribland sex brittiska jagare och ytterligare nitton jagare skadades. RAF förlorade 474 flygplan jämfört med 132 stycken för luftwaffe.
Alla civila fartyg som deltog i operation Dynamo får än idag föra Sankt Georgsflaggan på gösstake som hederstecken, vilket är olagligt för andra civila fartyg då det är befälstecknet för en amiral.

### Fall Rot

Tyska trupper tågar in i Paris den 14 juni 1940

Fall Rot var den tyska planen för att erövra och slå ut Frankrike ur kriget och den 28 maj godkände Hitler planen. Den 5 juni var de första tyska förbanden ur Armégrupp B färdiga och gick till anfall söderut.
Den franska armén hade bara 63 divisioner och en brittisk division till sitt förfogande för att bemanna den 600 kilometer långa linjen från Sedan till kusten, vilket lämnade dem utan några reserver utan alla divisioner bemannade fronten. Huvuddelen av de mekaniserade och pansrade divisionerna hade inneslutits i fickan i norr, vilket än mer begränsade de franska möjligheterna att kunna slå tillbaka den kommande tyska offensiven. Armégrupp B ansvarade nu för frontavsnittet längst västerut och var klara att anfalla den 5 juni. Armégrupp A ansvarade för frontavsnittet närmare österut och gick till anfall den 9 juni. Armégrupp C skulle senare gå till anfall mot Maginotlinjen efter att Armégrupp A hade erövrat områden bakom linjen.
När förbanden ur Armégrupp B gick till anfall den 5 juni över Sommefloden bröt man snabbt igenom de franska linjerna, även om den franska stridsmoralen ännu var god. Man ryckte fram mot sydväst. Den 9 juni gick Armégrupp A till anfall och ryckte fram öster om Paris. Den 10 juni flydde den franska regeringen till Bordeaux och deklarerade Paris som öppen stad för att undvika strider i staden. Samma dag förklarade Italien krig och gick till anfall.
Efter att den franska försvarslinjen vid Somme hade genombrutits retirerade brittiska 1:a pansardivisionen och 51:a infanteridivisionen mot Le Havre; man sände en förtrupp för att säkra hamnen. Mellan den 10 och 13 juni evakuerades 11 059 man från hamnen i Le Havre till Portsmouth i Operation Cycle. Huvuddelen av trupperna skickades vidare till Cherbourg. Huvuddelen av 51:a infanteridivisionen nådde aldrig fram till Le Havre utan tog upp en sista försvarsposition kring Saint-Valery-en-Caux. Natten mellan den 10 och 11 juni evakuerades 2 137 brittiska och 1 184 franska trupper från Saint-Valery-en-Caux trots tjock dimma. Dagen efter tvingades huvuddelen av 51:a infanteridivisionen att kapitulera och 6 000 man gick i fångenskap.
Den 14 juni tågade tyska trupper in i det oförsvarade Paris även om staden inte ansågs vara ett primärt mål då regeringen redan flytt. Den 16 juni hade Armégrupp C öppnat en vid lucka i Maginotlinjen vid Colmar. Samtidigt påbörjades den slutgiltiga evakueringen av de kvarvarande brittiska trupper från Frankrike, Operation Ariel: Från hamnarna i Saint-Malo, Brest, Saint-Nazaire och Nantes kom 111 293 soldater att skeppas tillbaka till Storbritannien under tre dagar. Den 17 juni sänktes RMS Lancastria fullastad med evakuerade trupper utanför Saint-Nazaire av Junkers Ju 88 från Kampfgeschwader 30. I ett sista försök att rädda Frankrike kvar i kriget föreslog den brittiska regeringen en union med Frankrike den 16 juni. Denna skulle i princip sammansmälta de båda länderna till ett, med gemensam valuta och regering. Den ombildade franska regeringen valde att bortse från unionsförslaget och tog den 17 juni kontakt med tyskarna för att börja förhöra sig om fredsvillkoren.

#### Vapenstilleståndet i Compiègne

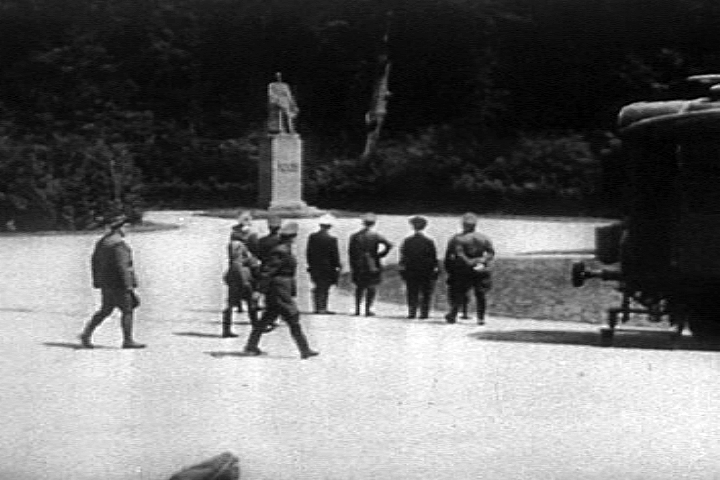
Adolf Hitler (med handen i sidan) tillsammans med den tyska delegationen betraktar statyn över Ferdinand Foch vid Compiège innan förhandlingen om vapenstillestånd.

Den 21 juni började förhandlingarna om vapenstillestånd i Marskalk Fochs gamla järnvägsvagn, vari vapenstilleståndet efter Första världskriget hade underskrivits den 11 november 1918. På Hitlers order transporterades den nu dubbelt historiskt berömda järnvägsvagnen till exakt samma plats, Compiègneskogen, där den varit placerad 22 år tidigare. Hitler intog därefter för en stund samma stol som marskalk Foch hade suttit på år 1918. Efter att ha hört på inledningen lämnade Hitler vagnen och själva förhandlingarna leddes av chefen för OKW Keitel. Andra tyska celebriteter som närvarande var tyska krigsmaktens överbefälhavare, generalöverste Walther von Brauchitsch, general Karl-Heinrich von Stülpnagel (ledare för den tyska delegationen), "riksmarskalk" Hermann Göring, samt amiral Erich Raeder. Även nazistpolitikern Rudolf Hess närvarade i den tyska delegationen av oklar anledning. Den franska delegationen leddes av general Charles Huntziger och vid sin sida hade denne flygvapengeneral Jean Bergeret och viceamiral Maurice Le Luc.  Hitler lät kort efteråt spränga det franska monument som erinrade om vapenstilleståndet 1918 
Vid förhandlingarna skulle de tyska villkoren visa sig oväntat milda, särskilt i de avsnitt som behandlade franska flottans öde, vilket var en fråga som bekymrade Storbritannien då franska örlogsfartyg i tysk tjänst skulle kunna minska Royal Navys förmåga att skydda den livsviktiga importen. De franska fartygen skulle återvända till sina hemmahamnar och avväpnas, då tyskarna inte hade för avsikt att bruka dessa, eftersom man förväntade sig en snar fred med Storbritannien. Den brittiska regeringen misstrodde de tyska löftena om den franska flottan, något som skulle leda fram till Operation Catapult som syftade till att sänka huvuddelen av de tunga franska örlogsfartygen. Winston Churchill uttryckte att "Storbritannien kan inte våga att lita på det personliga löfte han fått av chefen för den franska flottan, amiralen François Darlan". Denne hade nämligen vid ett personligt möte lovat Churchill att sänka alla fartyg om Tyskland begärde dem. 
Amiral Darlan tog ytterst illa vid sig av "Operation Catapult", som dock inte blev den framgång Churchill hoppats på, nästan halva den franska flottan i Mers-el-Kébir slank igenom den brittiska eldgivningen och det minfält som också lagts ut runt hamnen. Formellt innebar Operation Catapult dessutom att Storbritannien hamnat i krig mot Frankrike, vilket snabbt utnyttjades av den tyska krigspropagandan i Frankrike. Dessutom visade det sig senare att amiral Darlan minsann var att lita på. När allierade trupper landsattes i Marocko 1942, invaderade Tyskland även Vichyfrankrike, och amrial Darlan lät omedelbart sänka den kvarvarande franska Medelhavsflottan i hamnen i Toulon.   
I övrigt skulle två femtedelar av landet vara en icke-ockuperad zon. Landets regering skulle kvarstå i sin nuvarande form och administrera hela landet, även den ockuperade zonen. Man skulle även få behålla diplomatiska förbindelser med omvärlden. Detta kom att bli Vichyfrankrike som också fick behålla en militär på 100 000 man samt kontrollen över kolonierna.
Den 22 juni undertecknades avtalet om vapenstillestånd efter att den franska delegationen hade läst upp villkoren över telefon för den franska regeringen. Vapenstilleståndet skulle gälla tills kriget med Storbritannien hade upphört och då skulle ett varaktigt fredsfördrag förhandlas fram. Den 25 juni trädde vapenstilleståndet i kraft och de sista franska förbanden kapitulerade.

### Italien invaderar
Under det franska sammanbrottet och efter evakueringen av brittiska soldater vid Dunkerque kände Italiens diktator Mussolini sig säker på krigets utgång och passade därför den 10 juni 1940 på att anfalla Frankrike. Trots stort övertag mätt i resurser (32 italienska divisioner mot 6 franska i försvar) lyckades de italienska trupperna på en vecka bara tränga in någon enstaka kilometer i Frankrike över Västalperna. När Hitler mötte Mussolini i München den 18 juni hade Mussolini hoppats på att få annektera hela Rhônedalen, något som dock emellertid av Hitler, och vid förhandlingsbordet i Compiègne beklagade de tyska generalerna Italiens sällsynt fega val av tidpunkt att anfalla sina f.d. allierade, när fransmännen fört saken på tal. (Under första världskriget hade Italien stått på Frankrikes och Storbritanniens sida mot Centralmakterna). I det separata fredsfördraget mellan Frankrike och Italien erhöll Mussolini endast några få km terräng, om än längs hela den fransk-italienska gränsen.

## Följder
Även i Tyskland var man förvånad över den snabba och massiva framgången då Hitler hade förväntat sig åtminstone att en miljon tyska soldater skulle dö i strid. Man hade uppnått en total seger över Frankrike, som ansågs ha en av de starkaste arméerna i världen, på bara sex veckor jämfört med hela det blodiga första världskriget där två miljoner tyskar stupade.
Tyskland förluster var 46 059 stupade och 111 034 sårade. Frankrike förluster var 92 000 döda, 250 000 sårade och cirka en och en halv miljon krigsfångar. Luftwaffe förlorade 1 236 flygplan som totalförstördes och 323 skadade. RAF förlorade 1 029 flygplan och Armée de l’Air förlorade 892 flygplan. De tyska pansarförbanden noterade förluster på totalt 777 stridsvagnar. De lättare stridsvagnsmodellerna som Panzer I och Panzer II stod för 439 av dessa förluster vilket mildrade förlusten då dessa redan var tänkta att utrangeras från de stridande förbanden.
Franska Indokina kom efter vapenstilleståndet att kontrolleras av Vichyregimen. Trots att Vichyregimen var nära allierade med axelmakterna så tillät man Republiken Kina att importera förnödenheter genom hamnen i Hai Phong som transporterades till Kunming via den smalspåriga Yunnan–Vietnam-järnvägen. Detta var en av de få kvarvarande importrutterna som Kina hade under det andra sino-japanska kriget. I början av september 1940 hotade Japan att invadera Franska Indokina om inte trafiken upphörde och japanska trupper tilläts stationeras i norra delen av Indokina. Den 22 september vek sig fransmännen inför invasionshotet och gick med på de japanska villkoren. Endast några timmar efter att avtalet hade skrivits under invaderade japanska styrkor trots allt. Striderna ebbade ut den 26 september och Vichyregimen tvingades acceptera en större japansk militärkontroll av Franska Indokina.
Nederländska Ostindien kom att kontrolleras av den nederländska exilregeringen som i augusti 1940 deltog i den amerikanska oljeembargot mot Japan. Nederländska Ostindien var en av världens största producenter av olja under början av andra världskriget. Efter att den nederländska exilregeringen förklarat Japan krig den 8 december 1941 angrep och ockuperade japanska styrkor i stort sett hela Nederländska Ostindien.

### Hitler utser 12 fältmarskalkar
Under första världskriget hade miljontals soldater dödats på båda sidor av västfronten 1914-18 utan att ett rent militärt avgörande kunnat uppnås, men 1940 besegrades Frankrike, Belgien, Nederländerna och den brittiska expeditionsstyrkan i princip redan på offensivens femte dag, då de tyska pansarkolonnerna bröt igenom Ardennerna, och i alla händelser var fälttåget en kolossal framgång för Tyskland. Och Hitler stod nu på toppen av sin makt. Den 19 juli 1940 tackade Führern sin krigsmakt - Wehrmacht - genom att utse sina första fältmarskalkar, tolv stycken. Tre från Luftwaffe och nio från hären (de samlade arméerna). Dessa var följande:
1. Walther von Brauchitsch, överbefälhavare (för den samlade tyska hären)
2. Wilhelm Keitel, chef för krigsmaktens samlade överkommando OKW
3. Gerd von Rundstedt, chef för armégrupp A under offensiven
4. Fedor von Bock, chef för armégrupp B under offensiven
5. Wilhelm Ritter von Leeb, chef för armégrupp C under offensiven
6. Günther von Kluge, chef för 4:e armén
7. Wilhelm List, chef för 12:e armén (under det polska fälttågen 14:e armén)
8. Erwin von Witzleben, chef för 1:a armén (deltog 1944 i 20 juli attentatet mot Hitler)
9. Walter von Reichenau, chef för 6:e armén (denna armé övertogs senare av Friedrich Paulus och gick under vid Stalingrad)
10. Albert Kesselring, Luftwaffes egentliga chef under "riksmarskalk" Göring
11. Erhard Milch, flygvapeninspektör
12. Hugo Sperrle, chef för luftflottan

(Hitler hade redan tidigare utsett Erich Raeder till Storamiral och Hermann Göring till "riksmarskalk" men de utnämningarna var inte grundade på något fälttåg. Observera att under första världskriget utsåg Kejsar Wilhelm II inte ens Erich Ludendorff till fältmarskalk).

## Slaget om Frankrike i populärkultur
Det finns flera konfliktspel som behandlar den militära kampanjen, bland andra The Game of France, 1940: German Blitzkrieg in the West utgivet av det amerikanska spelföretaget Avalon Hill 1972.